# Liste der Bodendenkmäler in Schonungen
Auf dieser Seite sind die Bodendenkmäler in der unterfränkischen Gemeinde Schonungen zusammengestellt. Diese Tabelle ist eine Teilliste der Liste der Bodendenkmäler in Bayern. Grundlage ist die Bayerische Denkmalliste, die auf Basis des Bayerischen Denkmalschutzgesetzes vom 1. Oktober 1973 erstmals erstellt wurde und seither durch das Bayerische Landesamt für Denkmalpflege geführt wird. Die folgenden Angaben ersetzen nicht die rechtsverbindliche Auskunft der Denkmalschutzbehörde.

## Bodendenkmäler der Gemeinde Schonungen

### Bodendenkmäler in der Gemarkung Abersfeld
| Lage                 | Objekt | Akten-Nr.     | Bild |
| -------------------- | --- | ------------- | ---- |
| Abersfeld (Standort) | Untertägige Teile der frühneuzeitlichen Katholischen Kirche in Abersfeld, Fundamente mittelalterlicher Vorgängerbauten sowie Körpergräber des Mittelalters und der Neuzeit. | D-6-5928-0088 |      |

### Bodendenkmäler in der Gemarkung Forst
| Lage             | Objekt | Akten-Nr.     | Bild |
| ---------------- | --- | ------------- | ---- |
| Forst (Standort) | Fundamente mittelalterlicher und frühneuzeitlicher Vorgängerbauten der Katholischen Pfarrkirche St. Godehard in Forst sowie Körpergräber des Mittelalters und der Neuzeit. | D-6-5927-0225 |      |

### Bodendenkmäler in der Gemarkung Hausen
| Lage              | Objekt | Akten-Nr.     | Bild |
| ----------------- | --- | ------------- | ---- |
| Hausen (Standort) | Siedlung des Neolithikums. | D-6-5927-0078 |      |
| Hausen (Standort) | Bestattungsplatz mit Grabhügeln der Hallstattzeit. | D-6-5927-0080 |      |
| Hausen (Standort) | Fundamente mittelalterlicher und frühneuzeitlicher Vorgängerbauten der Katholischen Pfarrkirche St. Leonhard in Hausen sowie Körpergräber des Mittelalters und der Neuzeit. | D-6-5927-0227 |      |

### Bodendenkmäler in der Gemarkung Löffelsterz
| Lage                   | Objekt | Akten-Nr.     | Bild |
| ---------------------- | --- | ------------- | ---- |
| Löffelsterz (Standort) | Untertägige Teile der frühneuzeitlichen Katholischen St. Ägidius Kirche in Löffelsterz sowie Fundamente eines Vorgängerbaus und Körpergräber der frühen Neuzeit. | D-6-5928-0090 |      |

### Bodendenkmäler in der Gemarkung Mainberg
| Lage                | Objekt | Akten-Nr.     | Bild |
| ------------------- | --- | ------------- | ---- |
| Mainberg (Standort) | Bestattungsplatz mit Grabhügeln der Hallstattzeit. | D-6-5927-0081 |      |
| Mainberg (Standort) | Bestattungsplatz mit Grabhügeln vorgeschichtlicher Zeitstellung. | D-6-5927-0082 |      |
| Mainberg (Standort) | Bestattungsplatz mit Grabhügeln vorgeschichtlicher Zeitstellung. | D-6-5927-0083 |      |
| Mainberg (Standort) | Untertägige Teile und Fundamente von Vorgängerbauten des mittelalterlichen bis neuzeitlichen Schlosses Mainberg.                                                            | D-6-5927-0232 |      |
| Mainberg (Standort) | Untertägige Teile und Fundamente eines mittelalterlichen Vorgängerbaus der Katholischen Kirche St. Michael in Mainberg sowie Körpergräber des Mittelalters und der Neuzeit. | D-6-5927-0233 |      |

### Bodendenkmäler in der Gemarkung Marktsteinach
| Lage                     | Objekt | Akten-Nr.     | Bild |
| ------------------------ | --- | ------------- | ---- |
| Marktsteinach (Standort) | Spätmittelalterliche bis frühneuzeitliche Wüstung. | D-6-5928-0036 |      |
| Marktsteinach (Standort) | Untertägige Teile und Fundamente von Vorgängerbauten der mittelalterlichen Burgruine in Marktsteinach.                                                                                                | D-6-5928-0092 |      |
| Marktsteinach (Standort) | Untertägige Teile der frühneuzeitlichen Katholischen Pfarrkirche St. Bartholomäus in Marktsteinach, Fundamente mittelalterlicher Vorgängerbauten sowie Körpergräber des Mittelalters und der Neuzeit. | D-6-5928-0093 |      |

### Bodendenkmäler in der Gemarkung Reichmannshausen
| Lage                        | Objekt | Akten-Nr.     | Bild |
| --------------------------- | --- | ------------- | ---- |
| Reichmannshausen (Standort) | Mittelalterliche Wüstung. | D-6-5828-0054 |      |
| Reichmannshausen (Standort) | Siedlung der Linearbandkeramik. | D-6-5828-0100 |      |
| Reichmannshausen (Standort) | Archäologische Befunde des Mittelalters und der frühen Neuzeit im Bereich der frühneuzeitlichen Katholischen Kirche St. Georg von Reichmannshausen. | D-6-5828-0105 |      |

### Bodendenkmäler in der Gemarkung Schonungen
| Lage                  | Objekt | Akten-Nr.     | Bild |
| --------------------- | --- | ------------- | ---- |
| Schonungen (Standort) | Siedlung der Linearbandkeramik. | D-6-5927-0144 |      |
| Schonungen (Standort) | Untertägige Teile der mittelalterlichen bis frühneuzeitlichen alten Katholischen Kirche St. Georg in Schonungen, Fundamente mittelalterlicher Vorgängerbauten sowie Körpergräber des Mittelalters und der Neuzeit. | D-6-5927-0221 |      |

### Bodendenkmäler in der Gemarkung Waldsachsen
| Lage                   | Objekt | Akten-Nr.     | Bild |
| ---------------------- | --- | ------------- | ---- |
| Waldsachsen (Standort) | Untertägige Teile der frühneuzeitlichen Katholischen Pfarrkirche St. Laurentius in Waldsachsen, Fundamente eines mittelalterlichen Vorgängerbaus sowie Körpergräber des Mittelalters und der Neuzeit. | D-6-5928-0097 |      |